# Трубная улица (Москва)
Тру́бная у́лица, бывшая Драчёвская (Драчёвка, Драчи́ха) или Грачёвка (Грачи́ха) — улица в Москве, в Центральном административном округе, между Садовой-Сухаревской улицей и Рождественским бульваром.

## Происхождение названия
Название «Драчёвка» связано с местностью Драчи (с XIV в., здесь жили мастеровые, «дравшие» — очищавшие зерно); «Грачёвка» — несколько более позднее, возможно, связанное с изготовлением снарядов для мортир, называвшихся «грачами». В XIX веке бытовали оба названия.
Иная гипотеза связывает старое название улицы с «драчами» — острыми металлическими шипами, которые бросали под ноги лошадям для борьбы с конницей .
Вероятнее всего, название улицы связано с металлургическим производством, поскольку оно, исходя из тогдашних технологий и требований пожарной безопасности, должно было располагаться вблизи водоёма.

## История
В XIX — начале XX века Грачёвка и её переулки пользовались дурной известностью из-за того, что здесь жили разорившиеся, нищие, спившиеся москвичи, высокой преступности, из-за большого количества публичных домов. На Грачёвке в конце 1870-х — начале 1880-х годов жил студент-медик Антон Чехов, именно там началось его литературное творчество (адрес «Грачёвка» или «Драчёвка» указан в ответах Чехову в почтовом ящике журнала «Стрекоза», в том числе в положительном ответе о публикации его дебюта — знаменитого «Письма донского помещика» 1880 г., впоследствии получившего название «Письмо учёному соседу»). Жизнь переулков Грачёвки отражена в рассказе Чехова «Припадок».
В 1907 году Грачёвка, вместе с рядом переулков этого района, в порядке борьбы с дурной репутацией этих мест была переименована в Трубную по «Трубе» — коллектору реки Неглинная, а также по существовавшей с 1820-х Трубной площади. Сомнительная репутация этого района сохранялась и в 1920-е годы.
В 1925—1930 годах к Трубной улице примыкал Ново-Сухаревский рынок, построенный по проекту выдающегося советского архитектора Константина Мельникова.
Здесь снимали квартиру Чеховы, в которой поселился в августе 1879 года А. П. Чехов, приехав из Таганрога; в сентябре они уже переехали на противоположную сторону улицы, где на участке современного дома № 23 находились два двухэтажных строения. На Трубной улице в начале 1840-х годов жил Т. Н. Грановский: сначала в доме № 32 (не сохранился), затем — в доме тестя, Б. К. Мильгаузена (по воспоминаниям Б. Н. Чичерина — на углу Садовой и Драчевского переулка; по данным С. К. Романюка — дом № 37, не сохранился)

## Примечательные здания и сооружения
См. также: Здания и сооружения Трубной улицы
По нечётной стороне:
- № 19 — жилой дом (XIX в., надстроен четвёртым этажом в 1881 г. архитектором И. И. Добрыниным[7]);
- № 23 — квартиру в этом доме снимал писатель А. П. Чехов;
- № 25, стр. 2 — жилой дом (конец 1920-х — начало 1930-х годов)[8];
- № 27, стр. 1 — дом 1889 года постройки (двухэтажный, с деревянным вторым этажом);
- № 29 — доходный дом А. П. Барса (1891, архитектор П. А. Барс)[9];
- № 31 — доходный дом Чумакова, построенный в 1896 году проекту И. Ф. Мейснера[10];
- № 33, стр. 1 — доходный дом Шелудякова (1888, архитектор В. Н. Карнеев). В 2019 году здание решено было приспособить под апартаменты. Собственник, не получив разрешительных документов у властей, разобрал кровлю и перекрытия верхнего этажа. В июне 2020 дом был снесён[11][12].
- № 37/6 — доходный дом Федосюк (1893, архитектор М. А. Арсеньев);

По чётной стороне:
- № 6/2 — доходные дома Ф. С. Шатана (1892, архитектор Н. Д. Струков);
- № 12 — Офисное здание «Миллениум-хаус» (1999, архитекторы А. Скокан, В, Каняшин, И. Воронежский, Д. МакАдам, А. Хмельницкий, М. Эйхнер)[13];
- № 20/2 — Доходный дом (1879, архитектор И. Г. Гусев)[7];
- № 22/1 — Доходный дом (1890-е, архитектор А. А. Латков; 1902, архитектор К. А. Михайлов[7]);
- № 26а, во дворе — особняк Н. М. Титова (1890, архитектор М. К. Геппенер);
- № 32 — доходное владение И. А. Гевенова (1905—1913, архитектор И. А. Гевенов)[7].

## Зоны отдыха
Около дома 15 по Трубной улице находится сквер для прогулок и отдыха. Он был обустроен на месте пустыря в 2013 году по программе «Народный парк». До проведения работ издание «Российская газета» сообщала, что сквер на Трубной будет первым «народным парком» в Центральном округе По итогам благоустройства здесь проложили дорожки, поставили скамейки и установили световые инсталляции.. Для детей построили площадку.
В 2017 году сквер повторно облагородили: здесь появился памп-трек с велодорожкой, скалодром, новые детские площадки (одна из них всепогодная, так как спрятана под куполом), уличные тренажёры.

## Улица в произведениях литературы и искусства
- «Кафе на Трубной» фигурирует в известном стихотворении Я. Смелякова «Любка Фейгельман».
- Драчёвка упоминается в автобиографическом романе А. Куприна «Юнкера».
- «Но знаете ли, что такое Грачёвка?.. — спрашивал писатель М.А. Воронов. — Это исконная усыпальница всевозможных бедняков, без различия пола и возраста… На каждой сотне шагов вы непременно встретите полсотни кабаков, пивных лавок, ренсковых погребов и тому подобных учреждений, в которых ежедневно пропиваются и проматываются, вместе с старыми сапогами и негодными рукавицами, десятки жизней и легионы всевозможных умов, совестей, рассудков и иных атрибутов человека!»
- «Дом на Трубной» — место жительства героев сатирической кинокомедии 1928 года из жизни Москвы в период НЭПа.
- «Передо мной одна из тех трущоб, куда заманиваются пьяные, которых обдирают дочиста и выбрасывают на пустыри» — район Грачёвка описан В. Гиляровским (Кружка с орлом // «Москва и москвичи»). Гиляровский описывает историю, как молодой немец «попался» в руки местным обитателям: его «опоили малинкой», обокрали и собирались скинуть в коллектор Неглинки. Случиться смертоубийственным «концам в воду» не дал сам автор.